# Hotel Ceiling
«Hotel Ceiling» es una canción interpretada por la banda de pop inglesa Rixton (conocida ahora como Push Baby), y lanzada como el tercer sencillo de su álbum debut de estudio Let the Road.

## Video musical
El video musical oficial de la canción fue filmado en Londres, y este no cuenta con la aparición de ningún miembro de Rixton. Dirigido por Clarence Fuller; —el video cuenta la historia de una pareja (Alice Eve, Billy Huxley) quienes al inicio del video parecen «ser felices», pero la relación entre ambos se vuelve violenta durante el transcurso del video—. Eventualmente Huxley desaparece y es buscado por las autoridades; mientras tanto el video muestra escenas de Eve angustiada y, entremezcla escenas retrospectivas de la pareja durante los momentos más felices de su relación. El video termina con Eve esperando tranquilamente a la policía después de haber asesinado a Huxley.

### Recepción de la crítica
Aunque la canción recibió críticas positivas, el video musical recibió críticas medianas. Marian Wyman de The Heights notó que el final fue «sutilmente espeluznante»; mientras que Maggie Malach de PopCrush sugirió que el público no estaría preparado para el contenido del video. Dusty Baxter-Wright de Sugarscape.com calificó el video como «perturbador». El cantante principal de Rixton, Jake Roche, calificó el video como «muy deprimente», un sentimiento que Christina Garibaldi de MTV describió como «eufemismo»; aunque también sugirió que los espectadores aún querrían volver a repetirlo una y otra vez.